# PZK (Band)
PZK ist eine französische Hip-Hop-Gruppe.

## Historie
Die Band wurde 2006 von den fünf Freunden Djouzy Djouz, OLF, JLB, Baobab und KBC gegründet. Sie stammen aus Armentières und aus Dunkerque und kennen sich seit ihrer Kindheit. PZK stand bei Warner France unter Vertrag und veröffentlichte Ende 2009 ihr Debütalbum „PzK“. Die Singleauskopplung „Les Filles Adorent“ erreichte im Januar 2010 die Top Ten der französischen Charts. Mittlerweile steht PZK bei dem französischen Musik-Label „Freaks“ unter Vertrag und veröffentlichte 2011 ihr zweites Album "La loi de la Jungle".

## Mitglieder
- Hugo Jean Louis Baptiste Blondel (JLB): Gesang
- Clément Simpelaere (KBC Matik): DJ, Gesang, Produktion
- Florent Pyndhia (OLF): Gesang
- Antoine Delbaere (Baobab): DJ, BeatMaker, Produktion

## Ehemalige Mitglieder
- Mendji Tebabes (Djouzy Djouz): Gesang

## Diskografie
Alben
- Pzk (2009, Warner Music)
- La loi de la Jungle (2011, Freaks)

Singles
- Les filles adorent/Comme ça (2009, Warner Music)
- Xit moi (2009, Warner Music)
- Chuis bo (2011, Freaks)
- Money Money (2011, Freaks)